# Monti Bieszczady
I Monti Bieszczady [bʲɛˈʂt͡ʂadɨ] (in polacco Bieszczady, in slovacco Beščady, in ucraino Бещади, in ungherese Besszádok) sono una catena montuosa che si estende dall'estremo sud-est della Polonia e dal nord-est della Slovacchia fino all'Ucraina occidentale. La catena forma la parte occidentale dei Beschidi orientali, e più in generale fa parte dei Carpazi Orientali Esterni. La catena montuosa è situata tra il passo Łupków (640 m) e il passo Vyshkovskyi (933 m). La vetta più alta dei Bieszczady è il monte Pikui (1405 m), in Ucraina. La vetta più alta della parte polacca è Tarnica (1346 m).
Le parti superiori dei Bieszczady sono ricoperte da prati montani chiamati połonina.

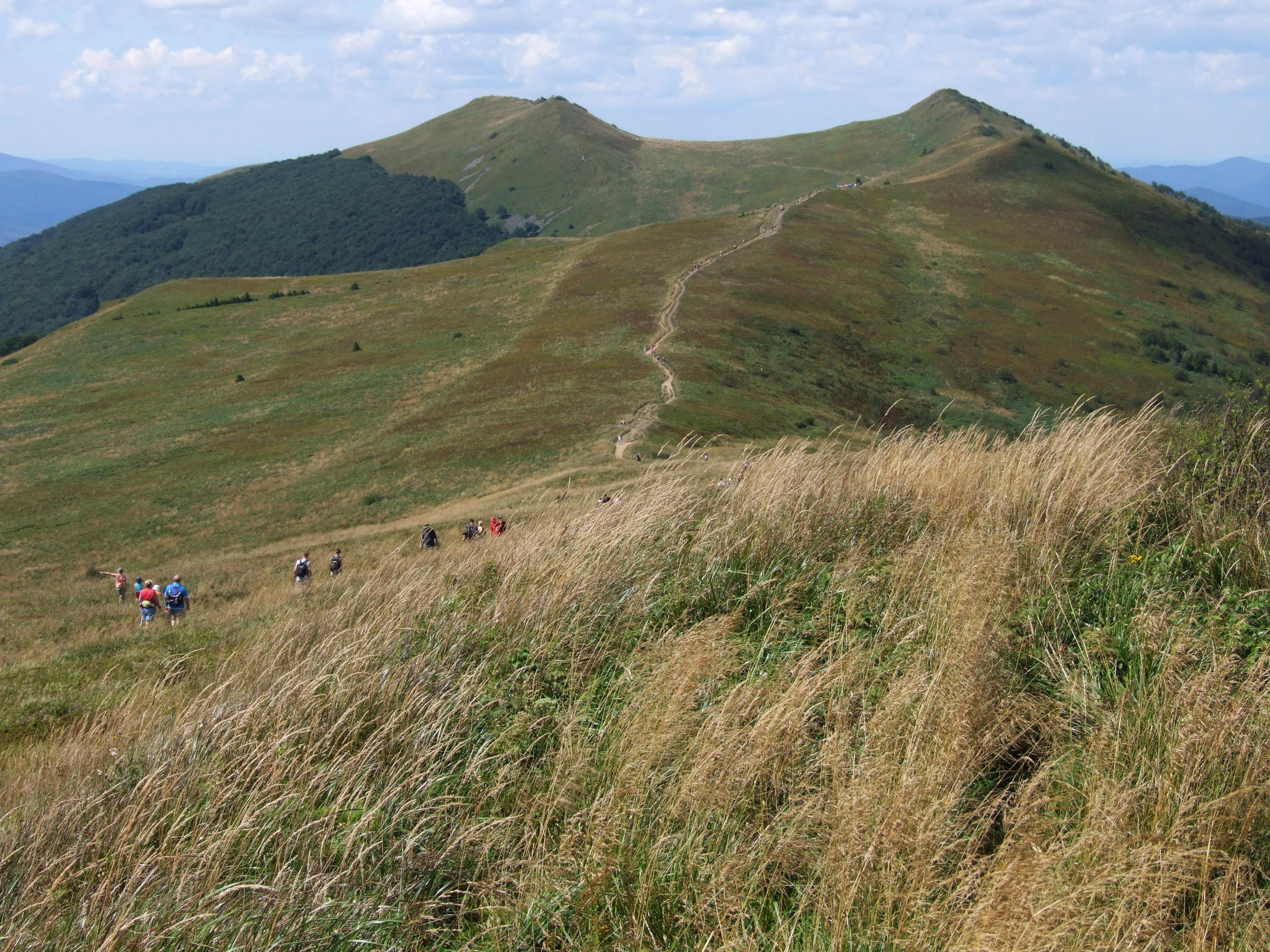
Un sentiero tipico sulla Połonina Wetlińska

## Origine del nome
Il nome Bieszczady è quello usato in polacco per definire la catena. In Slovacchia, la regione dei Bieszczady è nota come Beščady, mentre la parte slovacca della regione è chiamata Monti Bukovec (slovacco: Bukovské vrchy). In Ucraina, la regione di Bieszczady è nota come Beshchady (ucraino: Бещади), mentre varie parti della regione hanno spesso due o più varianti di nome, di solito contenenti la parola Beščady in combinazione con altri termini. Storicamente, i termini Bieszczady/Beščady/Beshchady sono stati usati per centinaia di anni per descrivere le montagne che separavano l'antico Regno d'Ungheria dalla Polonia. Una fonte latina del 1269 si riferisce a loro come "Beschad Alpes Poloniae".

## Suddivisione
Poiché esistono numerose varianti di suddivisione delle catene montuose e di nomi per i Beschidi orientali (e per i Carpazi ucraini in generale), di seguito vengono fornite diverse suddivisioni:
Suddivisione 1:
- Bieszczady occidentali, principalmente in Polonia e Slovacchia, compresi i Monti Bukovec
- Bieszczady orientali, principalmente in Ucraina, che si estendono fino ai Beschidi Skole

Suddivisione 2:

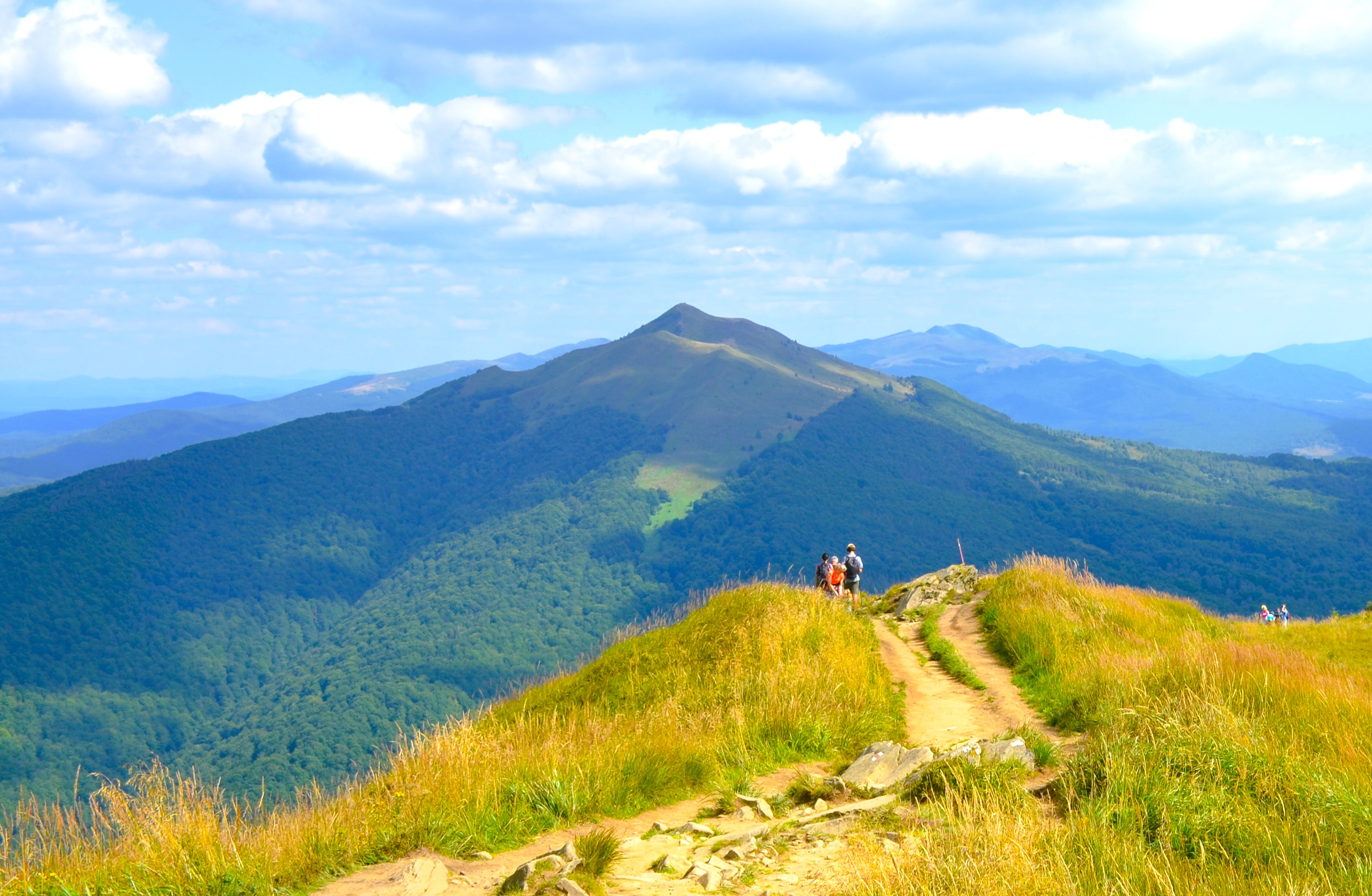
Bieszczady. Una vista panoramica dalla Połonina Wetlińska in direzione della Połonina Caryńska e delle cime del Tarnica.

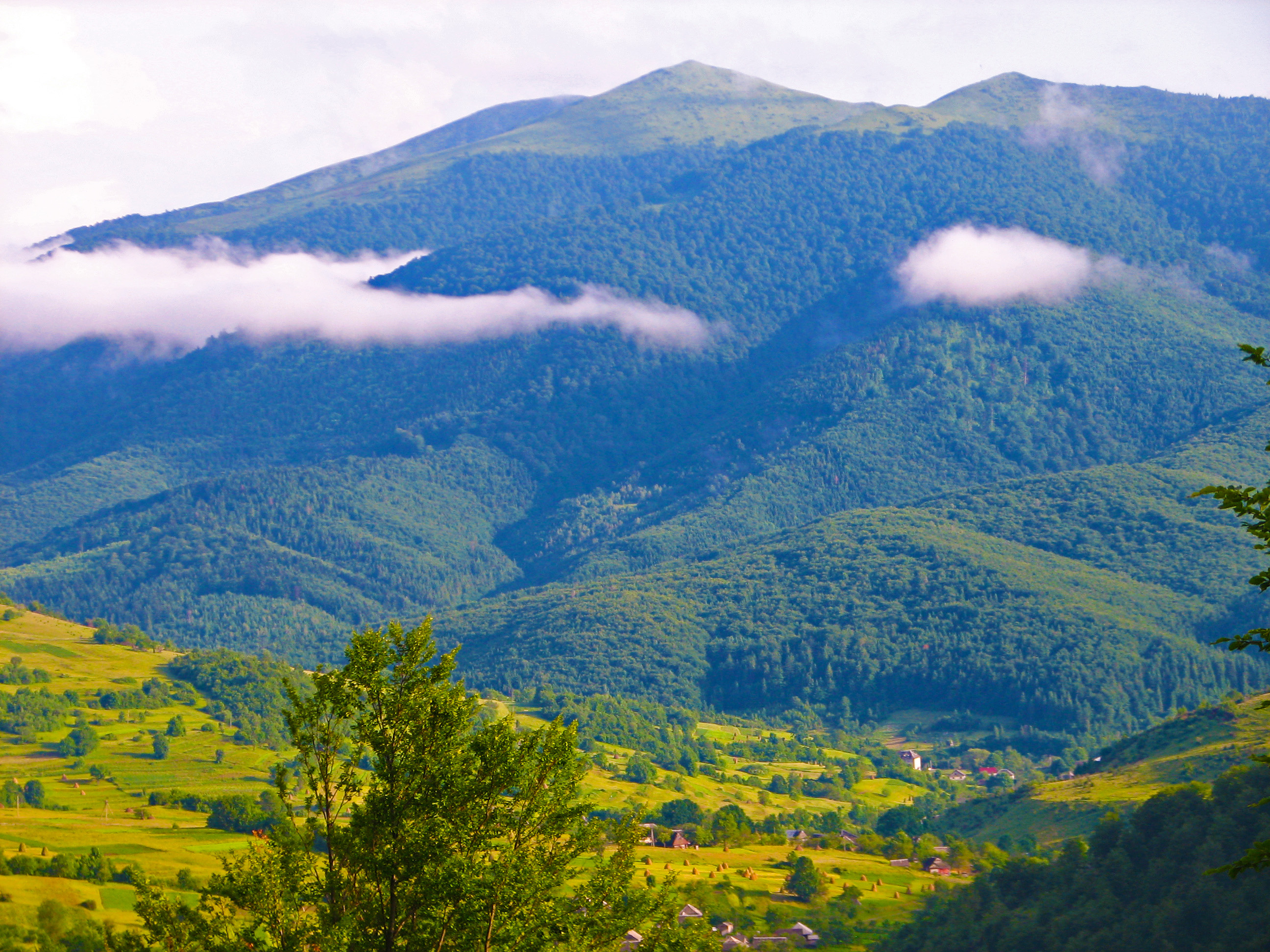
Monte Pikui, Ucraina. La montagna più alta dei Monti Bieszczady.

- Bieszczady occidentali: tra il passo Łupków e l'Użocka (passo Uzsok - 853 m) con il monte Tarnica (1.346 m) come cima più alta; il passo Łupków separa i Bieszczady dai Beschidi inferiori e dai Pogórze Bukowskie
- Bieszczady centrali, tra il passo Użocka e il passo Tukholskyi, con il monte Pikui (1405 m) come cima più alta
- Bieszczady orientali, tra il passo Tukholskyi e il passo Vyshkovskyi, con il monte Charna Repa (1228 m) come cima più alta

Suddivisione 3: Nell'antica divisione ucraina, ciò che qui viene definito come Bieszczady in senso lato corrisponde alla parte occidentale della depressione dei Medio Carpazi e alla parte più occidentale dei Beschidi polacchi.

## Storia
Abitata in epoca preistorica, la regione sud-orientale della Polonia che oggi è quella dei Bieszczady fu invasa in epoca preromana da varie tribù, tra cui i Celti, i Goti e i Vandali (cultura di Przeworsk e cultura di Puchov). Dopo la caduta dell'Impero Romano, Ungheresi e slavi occidentali invasero la zona.
Successivamente la regione divenne parte dello Stato della Grande Moravia. Dopo l'invasione delle tribù ungheresi nel cuore dell'Impero della Grande Moravia, intorno all'899, i Lendiani della zona dichiararono la loro fedeltà agli ungheresi. La regione divenne poi oggetto di contesa tra Polonia, Rus' di Kiev e Ungheria almeno a partire dal IX secolo. Questa zona venne menzionata per la prima volta nel 981, quando Volodymyr il Grande della Rus' di Kiev la conquistò durante il suo viaggio verso la Polonia. Nel 1018 tornò alla Polonia, nel 1031 alla Rus' e nel 1340 la recuperò Casimiro III di Polonia.
Quella dei Bieszczady fu una delle zone strategicamente importanti dei monti Carpazi, duramente contesa nelle battaglie sul fronte orientale della prima guerra mondiale durante l'inverno del 1914/1915.
Fino al 1947, circa il 75% della popolazione della parte polacca dei Monti Bieszczadzkie era di etnia bojko. L'uccisione del generale polacco Karol Świerczewski a Jabłonki da parte dell'esercito insurrezionale ucraino nel 1947 fu la causa diretta della sostituzione dei bojko, la cosiddetta Operazione Vistola. Da allora la zona rimase per lo più disabitata. Nuovi polacchi si stabilirono nei Bieszczady, unendosi ai polacchi che vivevano nella zona prima del 1947, ma la zona divenne molto meno popolata rispetto a prima del 1947. Nel 2002, l'allora presidente Aleksander Kwaśniewski espresse rammarico per questa operazione.
Nel 1991 è stata creata la Riserva della biosfera dei Carpazi Orientali, patrimonio dell'UNESCO, che comprende gran parte dell'area e si estende fino alla Slovacchia e all'Ucraina. Comprende il Parco nazionale Bieszczady (Polonia), il Parco nazionale Poloniny (Slovacchia) e il Parco naturale nazionale Uzhansky (Ucraina). Tra gli animali che vivono in questa riserva ci sono, tra gli altri, cicogne nere, orsi bruni, lupi e bisonti.

## Percorsi escursionistici
- Percorso europeo a piedi E8
  - Somár - sedlo Baba - Dolná Rakova - Končini - Brezová pod Bradlom - Polianka - Myjava - Veľká Javorina - Nové Mesto nad Váhom - Machnáč - Trenčín - Košecké Rovné - Fačkovské sedlo - Kunešov - Kraľová studňa - Donovaly - Chopok - Čertovica - Telgárt - Skalisko - Štós-kúpele - Skalisko - Chata Lajoška - Košice - Malý Šariš - Prešov - Miháľov - Kurimka - Dukla - Iwonicz-Zdrój – Rymanów-Zdrój - Puławy – Tokarnia (778 m) – Kamień (717 m) – Komańcza - Cisna - Ustrzyki Górne - Wołosate .

## Sport motoristici
Le montagne sono state utilizzate come tappa della International Hill Climb Cup del 2014 .

### Ulteriori letture
- Prof.ssa Jadwiga Warszyńska. Karpaty Polskie : przyroda, człowiek i jego działalność ; Università Jagellonica. Cracovia, 1995ISBN 83-233-0852-7Tel.  .
- Prof. Jerzy Kondracki. Geografia fizyczna Polski Warszawa : Panst. Avanti. Naukowe, 1988,ISBN 83-01-02323-6 :